# 短錦蘚
短錦蘚（学名：Sematophyllum subhumile）为錦蘚科錦蘚屬下的一个种。